# فهرست نخست‌وزیران اسرائیل
نخست‌وزیر اسرائیل رئیس دولت اسرائیل است. او توسط کنست برگزیده می‌شود. فرد انتخابی معمولاً رهبر بزرگ‌ترین ائتلاف حزبی در کنست است. درحال‌حاضر بنیامین نتانیاهو نخست‌وزیر این کشور است.

## فهرست نخست‌وزیران
سیزده فرد از زمان تأسیس دولت اسرائیل در ۱۹۴۸، به‌عنوان نخست‌وزیر این کشور خدمت کرده‌اند. پنج نفر از آن‌ها، در دو دورهٔ مجزا نخست‌وزیر بوده‌اند. اسرائیل سه نخست‌وزیر موقت داشته که بین اینان، فقط ایگال آلون در ادامه به‌عنوان نخست‌وزیر دائم برگزیده نشده است.
| ماپای/معراخ/کارگر (۷) هیروت/لیکود (۴) کادیما (۲) یامینا (۱) یش عتید (۱) | ماپای/معراخ/کارگر (۷) هیروت/لیکود (۴) کادیما (۲) یامینا (۱) یش عتید (۱) | ماپای/معراخ/کارگر (۷) هیروت/لیکود (۴) کادیما (۲) یامینا (۱) یش عتید (۱) | ماپای/معراخ/کارگر (۷) هیروت/لیکود (۴) کادیما (۲) یامینا (۱) یش عتید (۱) | ماپای/معراخ/کارگر (۷) هیروت/لیکود (۴) کادیما (۲) یامینا (۱) یش عتید (۱) | ماپای/معراخ/کارگر (۷) هیروت/لیکود (۴) کادیما (۲) یامینا (۱) یش عتید (۱) | ماپای/معراخ/کارگر (۷) هیروت/لیکود (۴) کادیما (۲) یامینا (۱) یش عتید (۱) | ماپای/معراخ/کارگر (۷) هیروت/لیکود (۴) کادیما (۲) یامینا (۱) یش عتید (۱) |
| شماره                                                                   | نام (طول عمر)                                                           | پرتره                                                                   | حزب سیاسی                                                               | دوره                                                                    | دوره                                                                    | انتخاب (کنست)                                                           | دولت                                                                    |
| ----------------------------------------------------------------------- | ----------------------------------------------------------------------- | ----------------------------------------------------------------------- | ----------------------------------------------------------------------- | ----------------------------------------------------------------------- | ----------------------------------------------------------------------- | ----------------------------------------------------------------------- | ----------------------------------------------------------------------- |
| ۱                                                                       | داوید بن گوریون (۱۸۸۶–۱۹۷۳)                                             |                                                                         | ماپای                                                                   | ۱۴ مه ۱۹۴۸                                                              | ۱۰ مارس ۱۹۴۹                                                            | —                                                                       | دولت موقت                                                               |
| ۱                                                                       | داوید بن گوریون (۱۸۸۶–۱۹۷۳)                                             | ۱۰ مارس ۱۹۴۹                                                            | ماپای                                                                   | ۱ نوامبر ۱۹۵۰                                                           | ۱۹۴۹ (یکمین)                                                            | یکمین                                                                   |                                                                         |
| ۱                                                                       | داوید بن گوریون (۱۸۸۶–۱۹۷۳)                                             | ۱ نوامبر ۱۹۵۰                                                           | ماپای                                                                   | ۸ اکتبر ۱۹۵۱                                                            | ۱۹۴۹ (یکمین)                                                            | دومین                                                                   |                                                                         |
| ۱                                                                       | داوید بن گوریون (۱۸۸۶–۱۹۷۳)                                             | ۸ اکتبر ۱۹۵۱                                                            | ماپای                                                                   | ۲۴ دسامبر ۱۹۵۲                                                          | ۱۹۵۱ (دومین)                                                            | سومین                                                                   |                                                                         |
| ۱                                                                       | داوید بن گوریون (۱۸۸۶–۱۹۷۳)                                             | ۲۴ دسامبر ۱۹۵۲                                                          | ماپای                                                                   | ۲۶ ژانویه ۱۹۵۴                                                          | ۱۹۵۱ (دومین)                                                            | چهارمین                                                                 |                                                                         |
| ۲                                                                       | موشه شارت (۱۸۹۴–۱۹۶۵)                                                   |                                                                         | ماپای                                                                   | ۲۶ ژانویه ۱۹۵۴                                                          | ۱۹۵۱ (دومین)                                                            | ۲۹ ژوئن ۱۹۵۵                                                            | پنجمین                                                                  |
| ۲                                                                       | موشه شارت (۱۸۹۴–۱۹۶۵)                                                   | ۲۹ ژوئن ۱۹۵۵                                                            | ماپای                                                                   | ۳ نوامبر ۱۹۵۵                                                           | ۱۹۵۱ (دومین)                                                            | ششمین                                                                   |                                                                         |
| (۱)                                                                     | داوید بن گوریون (۱۸۸۶–۱۹۷۳)                                             |                                                                         | ماپای                                                                   | ۳ نوامبر ۱۹۵۵                                                           | ۷ ژانویه ۱۹۵۸                                                           | ۱۹۵۵ (سومین)                                                            | هفتمین                                                                  |
| (۱)                                                                     | داوید بن گوریون (۱۸۸۶–۱۹۷۳)                                             | ۷ ژانویه ۱۹۵۸                                                           | ماپای                                                                   | ۱۷ دسامبر ۱۹۵۹                                                          | هشتمین                                                                  | ۱۹۵۵ (سومین)                                                            |                                                                         |
| (۱)                                                                     | داوید بن گوریون (۱۸۸۶–۱۹۷۳)                                             | ۱۷ دسامبر ۱۹۵۹                                                          | ماپای                                                                   | ۲ نوامبر ۱۹۶۱                                                           | ۱۹۵۹ (چهارمین)                                                          | نهمین                                                                   |                                                                         |
| (۱)                                                                     | داوید بن گوریون (۱۸۸۶–۱۹۷۳)                                             | ۲ نوامبر ۱۹۶۱                                                           | ماپای                                                                   | ۲۶ ژوئن ۱۹۶۳                                                            | ۱۹۶۱ (پنجمین)                                                           | دهمین                                                                   |                                                                         |
| ۳                                                                       | لوی اشکول (۱۸۹۵–۱۹۶۹)                                                   |                                                                         | ماپای                                                                   | ۲۶ ژوئن ۱۹۶۳                                                            | ۱۹۶۱ (پنجمین)                                                           | ۲۲ دسامبر ۱۹۶۴                                                          | یازدهمین                                                                |
| ۳                                                                       | لوی اشکول (۱۸۹۵–۱۹۶۹)                                                   | ۲۲ دسامبر ۱۹۶۴                                                          | ماپای                                                                   | ۱۲ ژانویه ۱۹۶۶                                                          | ۱۹۶۱ (پنجمین)                                                           | دوازدهمین                                                               |                                                                         |
| ۳                                                                       | لوی اشکول (۱۸۹۵–۱۹۶۹)                                                   | معراخ[1] ماپای/کارگر                                                    | ۱۲ ژانویه ۱۹۶۶                                                          | ۲۶ فوریه ۱۹۶۹[۲]                                                        | ۱۹۶۵ (ششمین)                                                            | سیزدهمین                                                                |                                                                         |
| —                                                                       | ایگال آلون (۱۹۱۸–۱۹۸۰) موقت                                             |                                                                         | معراخ کارگر                                                             | ۲۶ فوریه ۱۹۶۹[۲]                                                        | ۱۹۶۵ (ششمین)                                                            | سیزدهمین                                                                | ۱۷ مارس ۱۹۶۹                                                            |
| ۴                                                                       | گلدا مئیر (۱۸۹۸–۱۹۷۸)                                                   |                                                                         | معراخ کارگر                                                             | ۱۷ مارس ۱۹۶۹                                                            | ۱۹۶۵ (ششمین)                                                            | ۱۵ دسامبر ۱۹۶۹                                                          | چهاردهمین                                                               |
| ۴                                                                       | گلدا مئیر (۱۸۹۸–۱۹۷۸)                                                   | ۱۵ دسامبر ۱۹۶۹                                                          | معراخ کارگر                                                             | ۱۰ مارس ۱۹۷۴                                                            | ۱۹۶۹ (هفتمین)                                                           | پانزدهمین                                                               |                                                                         |
| ۴                                                                       | گلدا مئیر (۱۸۹۸–۱۹۷۸)                                                   | ۱۰ مارس ۱۹۷۴                                                            | معراخ کارگر                                                             | ۳ ژوئن ۱۹۷۴                                                             | ۱۹۷۳ (هشتمین)                                                           | شانزدهمین                                                               |                                                                         |
| ۵                                                                       | اسحاق رابین (۱۹۲۲–۱۹۹۵)                                                 |                                                                         | معراخ کارگر                                                             | ۳ ژوئن ۱۹۷۴                                                             | ۱۹۷۳ (هشتمین)                                                           | ۲۰ ژوئن ۱۹۷۷[۳]                                                         | هفدهمین                                                                 |
| ۶                                                                       | مناخم بگین (۱۹۱۳–۱۹۹۲)                                                  |                                                                         | هیروت لیکود[4]                                                          | ۲۰ ژوئن ۱۹۷۷                                                            | ۵ اوت ۱۹۸۱                                                              | ۱۹۷۷ (نهمین)                                                            | هجدهمین                                                                 |
| ۶                                                                       | مناخم بگین (۱۹۱۳–۱۹۹۲)                                                  | ۵ اوت ۱۹۸۱                                                              | هیروت لیکود[4]                                                          | ۱۰ اکتبر ۱۹۸۳                                                           | ۱۹۸۱ (دهمین)                                                            | نوزدهمین                                                                |                                                                         |
| ۷                                                                       | اسحاق شامیر (۱۹۱۵–۲۰۱۲)                                                 |                                                                         | هیروت لیکود[4]                                                          | ۱۰ اکتبر ۱۹۸۳                                                           | ۱۹۸۱ (دهمین)                                                            | ۱۳ سپتامبر ۱۹۸۴                                                         | بیستمین                                                                 |
| ۸                                                                       | شیمون پرز (۱۹۲۳–۲۰۱۶)                                                   |                                                                         | معراخ کارگر                                                             | ۱۳ سپتامبر ۱۹۸۴[۵]                                                      | ۲۰ اکتبر ۱۹۸۶                                                           | ۱۹۸۴ (یازدهمین)                                                         | بیست و یکمین                                                            |
| (۷)                                                                     | اسحاق شامیر (۱۹۱۵–۲۰۱۲)                                                 |                                                                         | هیروت لیکود[4]                                                          | ۲۰ اکتبر ۱۹۸۶[۵]                                                        | ۲۲ دسامبر ۱۹۸۸                                                          | ۱۹۸۴ (یازدهمین)                                                         | بیست و دومین                                                            |
| (۷)                                                                     | اسحاق شامیر (۱۹۱۵–۲۰۱۲)                                                 | لیکود[4]                                                                | ۲۲ دسامبر ۱۹۸۸                                                          | ۱۱ ژوئن ۱۹۹۰                                                            | ۱۹۸۸ (دوازدهمین)                                                        | بیست و سومین                                                            |                                                                         |
| (۷)                                                                     | اسحاق شامیر (۱۹۱۵–۲۰۱۲)                                                 | لیکود[4]                                                                | ۱۱ ژوئن ۱۹۹۰                                                            | ۱۳ ژوئیه ۱۹۹۲                                                           | ۱۹۸۸ (دوازدهمین)                                                        | بیست و چهارمین                                                          |                                                                         |
| (۵)                                                                     | اسحاق رابین (۱۹۲۲–۱۹۹۵)                                                 |                                                                         | کارگر                                                                   | ۱۳ ژوئیه ۱۹۹۲                                                           | ۴ نوامبر ۱۹۹۵[۶]                                                        | ۱۹۹۲ (سیزدهمین)                                                         | بیست و پنجمین                                                           |
| —                                                                       | شیمون پرز (۱۹۲۳–۲۰۱۶)                                                   |                                                                         | کارگر                                                                   | ۴ نوامبر ۱۹۹۵[۶]                                                        | ۲۲ نوامبر ۱۹۹۵                                                          | ۱۹۹۲ (سیزدهمین)                                                         | بیست و ششمین                                                            |
| (۸)                                                                     | شیمون پرز (۱۹۲۳–۲۰۱۶)                                                   | ۲۲ نوامبر ۱۹۹۵                                                          | کارگر                                                                   | ۱۸ ژوئن ۱۹۹۶                                                            |                                                                         | ۱۹۹۲ (سیزدهمین)                                                         |                                                                         |
| ۹                                                                       | بنیامین نتانیاهو (متولد ۱۹۴۹)                                           |                                                                         | لیکود                                                                   | ۱۸ ژوئن ۱۹۹۶                                                            | ۶ ژوئیه ۱۹۹۹                                                            | ۱۹۹۶ (چهاردهمین)                                                        | بیست و هفتمین                                                           |
| ۱۰                                                                      | ایهود باراک (متولد ۱۹۴۲)                                                |                                                                         | اسرائیل واحد کارگر                                                      | ۶ ژوئیه ۱۹۹۹                                                            | ۷ مارس ۲۰۰۱                                                             | ۱۹۹۹                                                                    | بیست و هشتمین                                                           |
| ۱۱                                                                      | آریل شارون (۱۹۲۸–۲۰۱۴)                                                  |                                                                         | لیکود                                                                   | ۷ مارس ۲۰۰۱                                                             | ۲۸ فوریه ۲۰۰۳                                                           | ۲۰۰۱                                                                    |                                                                         |
| ۱۱                                                                      | آریل شارون (۱۹۲۸–۲۰۱۴)                                                  | ۲۸ فوریه ۲۰۰۳                                                           | لیکود                                                                   | ۲۱ نوامبر ۲۰۰۵[۷]                                                       | ۲۰۰۳ (شانزدهمین)                                                        | سیمین                                                                   |                                                                         |
|                                                                         | آریل شارون (۱۹۲۸–۲۰۱۴)                                                  | کادیما                                                                  | ۲۱ نوامبر ۲۰۰۵[۷]                                                       | (۴ ژانویه ۲۰۰۶)[۸] ۱۴ آوریل ۲۰۰۶                                        | ۲۰۰۳ (شانزدهمین)                                                        | سیمین                                                                   |                                                                         |
| —                                                                       | ایهود اولمرت (متولد ۱۹۴۵)                                               |                                                                         | کادیما                                                                  | ۴ ژانویه ۲۰۰۶[۸]                                                        | ۲۰۰۳ (شانزدهمین)                                                        | سیمین                                                                   | ۱۴ آوریل ۲۰۰۶                                                           |
| ۱۲                                                                      | ایهود اولمرت (متولد ۱۹۴۵)                                               | ۱۴ آوریل ۲۰۰۶                                                           | کادیما                                                                  | ۴ مه ۲۰۰۶                                                               | ۲۰۰۳ (شانزدهمین)                                                        | سیمین                                                                   |                                                                         |
| ۱۲                                                                      | ایهود اولمرت (متولد ۱۹۴۵)                                               | ۴ مه ۲۰۰۶                                                               | کادیما                                                                  | ۳۱ مارس ۲۰۰۹[۹]                                                         | ۲۰۰۶ (هفدهمین)                                                          | سی و یکمین                                                              |                                                                         |
| (۹)                                                                     | بنیامین نتانیاهو (متولد ۱۹۴۹)                                           |                                                                         | لیکود                                                                   | ۳۱ مارس ۲۰۰۹                                                            | ۱۸ مارس ۲۰۱۳                                                            | ۲۰۰۹ (هجدهمین)                                                          | سی و دومین                                                              |
| (۹)                                                                     | بنیامین نتانیاهو (متولد ۱۹۴۹)                                           | ۱۸ مارس ۲۰۱۳                                                            | لیکود                                                                   | ۶ مه ۲۰۱۵                                                               | ۲۰۱۳ (نوزدهمین)                                                         | سی و سومین                                                              |                                                                         |
| (۹)                                                                     | بنیامین نتانیاهو (متولد ۱۹۴۹)                                           | ۶ مه ۲۰۱۵                                                               | لیکود                                                                   | ۹ آوریل ۲۰۱۹                                                            | ۲۰۱۵ (بیستمین)                                                          | سی و چهارمین                                                            |                                                                         |
| —                                                                       | بنیامین نتانیاهو (متولد ۱۹۴۹)                                           | ۹ آوریل ۲۰۱۹                                                            | لیکود                                                                   | ۱۷ مه ۲۰۲۰                                                              | آوریل ۲۰۱۹ (بیست و یکمین)                                               |                                                                         |                                                                         |
| —                                                                       | بنیامین نتانیاهو (متولد ۱۹۴۹)                                           | ۹ آوریل ۲۰۱۹                                                            | لیکود                                                                   | ۱۷ مه ۲۰۲۰                                                              | سپتامبر ۲۰۱۹ (بیست و دومین)                                             |                                                                         |                                                                         |
| (۹)                                                                     | بنیامین نتانیاهو (متولد ۱۹۴۹)                                           | ۱۷ مه ۲۰۲۰                                                              | لیکود                                                                   | ۱۳ ژوئن ۲۰۲۱                                                            | ۲۰۲۰ (بیست و سومین)                                                     | سی و پنجمین                                                             |                                                                         |
| ۱۳                                                                      | نفتالی بنت (متولد ۱۹۷۲)                                                 |                                                                         | یامینا                                                                  | ۱۳ ژوئن ۲۰۲۱                                                            | ۳۰ ژوئن ۲۰۲۲[۱۰]                                                        | ۲۰۲۱ (بیست و چهارمین)                                                   | سی و ششمین                                                              |
| ۱۴                                                                      | یائیر لاپید (متولد ۱۹۶۳)                                                |                                                                         | یش عتید                                                                 | ۱ ژوئیه ۲۰۲۲                                                            | ۲۹ دسامبر ۲۰۲۲                                                          | ۲۰۲۱ (بیست و چهارمین)                                                   | سی و ششمین                                                              |
| (۹)                                                                     | بنیامین نتانیاهو (متولد ۱۹۴۹)                                           |                                                                         | لیکود                                                                   | ۲۹ دسامبر ۲۰۲۲                                                          | اکنون                                                                   | ۲۰۲۲ (بیست و پنجمین)                                                    | سی و هفتمین                                                             |